# Mangusta nosata
Mangusta nosata, mangusta długonosa (Xenogale naso) – gatunek ssaka z podrodziny Herpestinae w obrębie rodziny mangustowatych (Herpestidae). Mały ssak drapieżny o długości ciała wraz z ogonem dochodzącej do 103 cm występujący w Afryce Zachodniej i Środkowej. Zamieszkuje lasy do wysokości 640 m n.p.m. Prowadzi dzienny tryb życia. Żywi się bezkręgowcami i małymi kręgowcami. Według Międzynarodowej Unii Ochrony Przyrody nie jest zagrożony wyginięciem.

## Taksonomia
Gatunek po raz pierwszy zgodnie z zasadami nazewnictwa binominalnego opisał w 1901 roku brytyjski zoolog William Edward de Winton, nadając mu nazwę Herpestes naso. Opis ukazał się w czasopiśmie Bulletin of the Liverpool Museums under the City Council wydawanym w Liverpoolu. Holotyp to samica pochodząca z obszaru rzeki Kamerun w Kamerunie. Okaz ten został pozyskany przez A. Ridyarda i przez około rok trzymany był w Ogrodach Towarzystwa Zoologicznego w Londynie (obecnie London Zoo). Po śmierci został wypchany i trafił do kolekcji Muzeum Historii Naturalnej w Londynie, nadano mu sygnaturę BMNH 0.7.5.1; skóra i czaszka holotypu są w dobrym stanie, z wyjątkiem tego, że w czaszce nie ma śladu, by kiedykolwiek istniał prawy górny kieł. Jedyny przedstawiciel rodzaju Xenogale, który nazwał w 1919 roku amerykański zoolog Joel Asaph Allen.
Wcześniej umieszczany w obrębie rodzaju Herpestes, ale ostatnie badania molekularne wykazały, że jest bardziej spokrewniony z Atilax paludinosus niż z Herpestes. Opisano trzy podgatunki (naso, almodovari i microdon), ale badania morfometryczne wykazały, że żadnego nie można odróżnić zarówno na podstawie cech czaszkowych, jak i zewnętrznych. Autorzy Illustrated Checklist of the Mammals of the World uznają ten gatunek za monotypowy.
Fragment kladogramu pokazujący pozycję taksonomiczną X. naso:
|  | Bdeogale    |
|  |             |
|  | Rhynchogale |
|  |             |

|  | Paracynictis |
|  |              |
|  | Cynictis     |
|  |              |

|  | Bdeogale    |
|  |             |
|  | Rhynchogale |
|  |             |

|  | Paracynictis |
|  |              |
|  | Cynictis     |
|  |              |

|  | Bdeogale    |
|  |             |
|  | Rhynchogale |
|  |             |

|  | Paracynictis |
|  |              |
|  | Cynictis     |
|  |              |

|  | Bdeogale    |
|  |             |
|  | Rhynchogale |
|  |             |

|  | Paracynictis |
|  |              |
|  | Cynictis     |
|  |              |

|  | \| \| Xenogale \| \| \| \| \| \| Atilax \| \| \| \| |
|  |                                                     |
|  | Urva                                                |
|  |                                                     |
|  | Xenogale                                            |
|  |                                                     |
|  | Atilax                                              |
|  |                                                     |

|  | Xenogale |
|  |          |
|  | Atilax   |
|  |          |

|  | Bdeogale    |
|  |             |
|  | Rhynchogale |
|  |             |

|  | Paracynictis |
|  |              |
|  | Cynictis     |
|  |              |

|  | Bdeogale    |
|  |             |
|  | Rhynchogale |
|  |             |

|  | Paracynictis |
|  |              |
|  | Cynictis     |
|  |              |

|  | Bdeogale    |
|  |             |
|  | Rhynchogale |
|  |             |

|  | Paracynictis |
|  |              |
|  | Cynictis     |
|  |              |

|  | Bdeogale    |
|  |             |
|  | Rhynchogale |
|  |             |

|  | Paracynictis |
|  |              |
|  | Cynictis     |
|  |              |

|  | \| \| Xenogale \| \| \| \| \| \| Atilax \| \| \| \| |
|  |                                                     |
|  | Urva                                                |
|  |                                                     |
|  | Xenogale                                            |
|  |                                                     |
|  | Atilax                                              |
|  |                                                     |

|  | Xenogale |
|  |          |
|  | Atilax   |
|  |          |

### Etymologia
- Xenogale: ξενος xenos „obcy, dziwny”[27]; γαλεη galeē lub γαλη galē „łasica”[28].
- naso: łac. naso, nasonis „wielkonosy”, od nasus „nos”[29][3].

## Zasięg występowania
Mangusta nosata występuje od rzeki Cross w południowo-wschodniej Nigerii, na wschód do Kamerunu i Republiki Środkowoafrykańskiej oraz na południe do Gwinei Równikowej, Gabonu, Konga i Demokratycznej Republiki Konga. W 1994 roku odkryto reliktową populację w delcie Nigru w Nigerii, około 200 km na zachód od rzeki Cross, a okaz został sprzedany jako bushmeat w Ibeno, tuż na zachód od rzeki Cross; schwytano go na obszarze położonym na wysokości około 600–640 m n.p.m.

## Morfologia
Długość ciała (bez ogona) samic 40–58 cm, samców 43–60,9 cm, długość ogona 32–42,5 cm, długość ucha samic 3–3,8 cm, samców 2,5–4 cm, długość tylnej stopy samic 8,5–11,3 cm, samców 9,6–11,2 cm; masa ciała samic 2–3,4 kg, samców 1,9–4,5 kg. Duża mangusta o ciemnym kolorze futra, z długim pyskiem i nosem. Długie, szorstkie futro na grzbiecie o długości włosów wynoszącej 50–60 mm jest brązowo-czarne, nakrapiane żółtym lub pomarańczowym kolorem; włosy mają ciemne i jasne pierścienie, które nadają efekt siwej barwy, ale ogólny wygląd ciała jest czarny. Podszerstek jest szaro-brązowy do pomarańczowo-brązowego. Okrywa włosowa na stronie brzusznej jest rzadsza i bledsza. Kolor głowy jest szary i bardziej siwy niż tułowia; pysk jest długi z czarnym nosem. Oczy mają bardzo ciemnobrązową tęczówkę, natomiast uszy są okrągłe, szerokie i nisko osadzone. Ogon jest zwężany o długich czarnych włosach. Kolor kończyn przednich i tylnych waha się od ciemnobrązowego do czarnego. Stopy mają pięć palców, z długimi pazurami i częściowo mają błonę pławną; podeszwy są owłosione aż do opuszek. Czaszka jest długa i dość wąska; puszka mózgowa w kształcie jajka kończy się z tyłu w szerokim, przypominającym kołnierz grzebieniu nadpotylicznym. U osobników dojrzałych widoczny jest wyraźny grzebień strzałkowy. Rostrum jest stosunkowo dłuższe i szersze niż u mangusty egipskiej, a szerokość międzyoczodołowa jest stosunkowo szersza u mangusty nosatej. Wymiary czaszki podane przez Roseveara: długość kondylobazalna 100,8–112,9 mm, długość podstawy 92,4–107 mm, długość podniebienna 53,3–60,6 mm, szerokość jarzmowa 53,1–62 mm, szerokość zębów bocznych 32,4–35,6 mm, długość kości nosowej 26,2–27 mm, szerokość międzyoczodołowa 20,5–24,1 mm, szerokość puszki mózgowej 36,1–38,1 mm, korzeń zęba (c-m2) 36,9–40,9 mm. Wzór zębowy: I {\displaystyle {\tfrac {3}{3}}} C {\displaystyle {\tfrac {1}{1}}} P {\displaystyle {\tfrac {4}{4}}} M {\displaystyle {\tfrac {2}{2}}} = 40. Na P4 jest guzek tylno-językowy, na M1 jest długi talonid, natomiast na M2 i M2 talonid jest duży. Wymiary zębów: długość P4 9,5–10,2 mm, szerokość M1 6,2–10 mm, M2 5,8–6,7 mm, M1 9–9,2 mm, M2 5,6–6,1 mm.

## Ekologia

### Siedlisko, aktywność dobowa i pokarm
Mangusta nosata zamieszkuje lasy w pobliżu obszarów bagiennych, strumieni i koryt strumieni. Badania radiolokacyjne w Republice Środkowoafrykańskiej wykazały, że gatunek ten spędza większość czasu w górskich lasach mieszanych; bliskość cieku wodnego jest dla nich bardzo ważna, na ogół unikają natomiast widnych lasów zwanych „molapa” z Gilbertiodendron dewevrei. W badaniach przeprowadzonych w całym Gabonie gatunek ten stwierdzono w prawie wszystkich typach siedlisk, chociaż najbardziej powszechnym były wilgotne lasy nizinne, zwykle w pobliżu cieków wodnych i na obszarach o gęstym podszycie. Najwyższą zarejestrowaną wysokością dla mangusty nosatej było 640 m n.p.m. Mangusta nosata prowadzi dzienny tryb życia. W Republice Środkowoafrykańskiej osobniki z założonymi obrożami radiowymi były aktywne przez 74% czasu w ciągu dnia (od 6:00 do 18:00) i przez 17% w nocy (od 18:00 do 06:00). Największy szczyt aktywności przypadał na południe (12:00), a mniejsze o 08:00 i 15:00. Lokalizacja miejsc odpoczynku podczas nocy zmieniała się z dnia na dzień. Jeden osobnik został znaleziony w wydrążonej kłodzie; natomiast osobnik młodociany jeszcze z uzębieniem mlecznym, który był zaatakowany przez dużą ilość kleszczy („...roił się od znacznie większej liczby kleszczy niż jakikolwiek inny schwytany mięsożerca...”), został złapany w nocną pułapkę w pobliżu małego, piaszczystego strumienia. Nie ma jednoznacznych dowodów na używanie latryn; jednak odchody są czasami znajdowane w tym samym miejscu, w którym znaleziono je wcześniej. Większość czasu spędzają na ziemi i prowadzą samotny tryb życia, ale czasami obserwowane były w parach. W Republice Środkowoafrykańskiej areał osobniczy dwóch dorosłych samców wynosił 0,93 i 0,12 km² oraz 0,71 km² dla prawie dorosłego samca. Areał osobniczy dla dorosłej samicy wynosił 1 km², a dla prawie dorosłej samicy 0,24 km². Samiec obserwowany przez 24 godziny przebył odległość 2324 m i w tym okresie był na 71% swojego areału; inny samiec przebył 4605 m, ale odwiedził tylko 29% swojego areału.
W skład pożywienia wchodzą głównie stawonogi i małe ssaki. W Republice Środkowoafrykańskiej podczas analizy kału stwierdzono następujący zakres składu pokarmu mangust nosatych: pszczoły (72%), prostoskrzydłe (68%), ssaki (52%, w tym 23% gryzoni, 19% ryjówek, 6% kopytnych, 5% jeżozwierzy, 0,9% łuskowców, 0,6% naczelnych, 0,3% nietoperzy i 0,3% góralków), termity (41%), mrówki (20%), dwuparce (17%), owoce (8%), żaby i ropuchy (8%), węże (8%), ptaki (7%), motyle i ćmy (5%), jaszczurki i scynki (4%), pająki, skorpiony i ich larwy (4%), osy (2%), skorupiaki (0,6%) i ryby (0,3%). Mangusta nosata rzadko poluje na ssaki o masie powyżej 5 kg, a jeśli już to w odchodach najczęściej spotykano szczątki dujkerczyków modrych (Philantomba monticola). Wahania w dostępności gryzoni nie miały wpływu na występowanie ryjówek w składzie pożywienia. Nisza pokarmowa mangust nosatych była druga co do wielkości spośród ośmiu współistniejących z nią drapieżników w Republice Środkowoafrykańskiej. W Nigerii w dwóch żołądkach znaleziono stonogę, ślimaka, a także resztki owoców i jagód. Z opowieści wynika, że mangusty nosate niosą ślimaki w określone miejsce i rozbijają ich muszle, rzucając je do tyłu przednimi łapami o drzewo lub skałę.

### Rozród
Okres godowy i rozród słabo poznane. Joel Asaph Allen w 1924 roku raportował trzy młode w miocie. W połowie marca w Nigerii odnaleziono dwu- lub trzymiesięcznego młodego, a pod koniec maja w Afryce Zachodniej schwytano jednego młodocianego osobnika. Młode osiągają rozmiary dorosłych w wieku około siedmiu miesięcy, a zęby stałe pojawiają się po roku.

## Status zagrożenia
W Czerwonej księdze gatunków zagrożonych Międzynarodowej Unii Ochrony Przyrody i Jej Zasobów gatunek został zaliczony do kategorii LC (ang. least concern „najmniejszej troski”), ponieważ jest stosunkowo rozpowszechniony w dorzeczu Konga, licznie występujący na niektórych obszarach oraz występujący na kilku obszarach chronionych. Do niedawna mangusty nosate uważano za bardzo rzadkie, o czym miały świadczyć niewielka liczba okazów znajdujących się w muzeach i ogólny brak badań. W południowo-zachodniej Republice Środkowoafrykańskiej jest to jednak najliczniejszy mały drapieżnik. Na innych obszarach zwierzęta te nie występują tak licznie, jak inne leśne drapieżniki (zwłaszcza mangustki (Crossarchus)), a w delcie Nigru występują bardzo rzadko. Gatunek może być zagrożony utratą siedlisk z powodu fragmentacji lasów poprzez ich wypalanie i wyrąb. Na mangusty poluje się w celach spożywczych w Kamerunie i Nigerii. W Gabonie wykazano, że mangusta nosata i wanzyr błotny (Atilax paludinosus) były dziesięciokrotnie liczniejsze w połowach myśliwych niż w sprzedaży rynkowej, co sugeruje, że gatunek ten jest łapany w pułapki głównie do konsumpcji prywatnej. W odniesieniu do tego gatunku wskazuje się na potrzebę badań terenowych, ekologicznych i uściślenia oceny zagrożeń.